# Sillon du nerf radial
Le sillon du nerf radial (ou gouttière radiale ou gouttière de torsion de l'humérus) est une gouttière oblique en bas et en dehors, large mais peu profonde située à la partie moyenne de la face postérieure de l'humérus. Elle correspond au passage du nerf radial et de l'artère brachiale profonde.

## Aspect clinique
Bien que le sillon du nerf radial protège le nerf radial, il peut être impliqué dans les compressions de ce nerf (pression externe due à la chirurgie) qui peuvent provoquer une paralysie du nerf radial,.